# Tatiana Debien
Tatiana Debien, née le 30 janvier 1991 en RSFS de Russie, est une lutteuse française.

## Carrière
Tatiana Debien est médaillée de bronze dans la catégorie des moins de 52 kg aux Championnats d'Europe cadets 2008 à Daugavpils puis médaillée d'argent dans la catégorie des moins de 55 kg aux Championnats d'Europe juniors 2011 à Zrenjanin.
Elle remporte la médaille d'or dans la catégorie des moins de 55 kg aux Jeux de la Francophonie de 2013 à Nice.
Elle est médaillée de bronze dans la catégorie des moins de 57 kg aux Jeux méditerranéens de 2022 à Oran.
Aux Championnats d'Europe de lutte 2023 à Zagreb, elle est médaillée de bronze dans la catégorie des moins de 55 kg.